# Jaskółowo
Jaskółowo – wieś sołecka w Polsce położona w województwie mazowieckim, w powiecie nowodworskim, w gminie Nasielsk.
| SIMC    | Nazwa  | Rodzaj    |
| ------- | ------ | --------- |
| 1056385 | Kantor | część wsi |

Wieś szlachecka Jaskłowo położona była w drugiej połowie XVI wieku w ziemi zakroczymskiej. W latach 1975–1998 miejscowość administracyjnie należała do województwa ciechanowskiego.